# Schönstattkapellchen

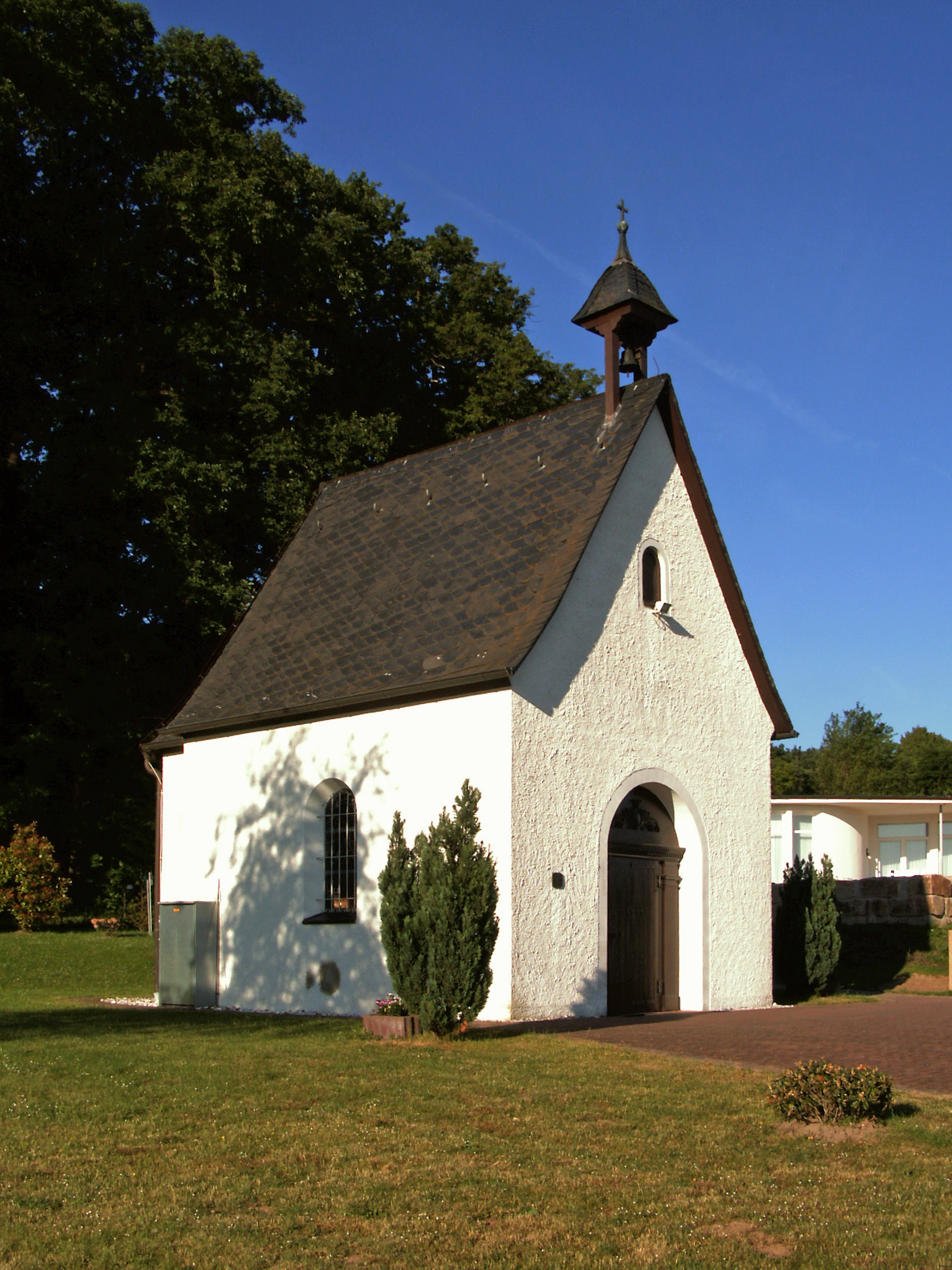
Schönstattkapellchen im Schönstattzentrum Bad Salzdetfurth

Emblem der Schönstatt-Bewegung mit Kapellchen-Motiv

Schönstattkapellen (Schönstattheiligtümer) sind kleine Kapellen mit typischer Bauform, die Identifikationsmerkmal und lokale Zentren der römisch-katholischen Schönstattbewegung sind.
Sie alle sind dem Urheiligtum in Vallendar-Schönstatt nachgebildet, das als Gründungsort geistiger und symbolischer Mittelpunkt der Bewegung ist.

## Bedeutung
Aus der Spiritualität der Schönstattbewegung heraus wurde die ursprüngliche Kongregationskapelle als Heiligtum bezeichnet. Mit den späteren Nachbauten bekam dieses den Namenszusatz Ur-Heiligtum, die Nachbauten werden auch Filial-Heiligtum (von lateinisch filia ‚Tochter‘) genannt. In dieser Bezeichnung drückt sich die Überzeugung aus, dass die Kapellen ein heiliger Ort sind, an dem das „Wunder der Gnade“ durch das Liebesbündnis mit der Gottesmutter wirkt. Mit dem Heiligtum werden die sogenannten Wallfahrtsgnaden verbunden: Vor allem die Gnade der „Beimatung, der seelischen Umwandlung und apostolischen Fruchtbarkeit“, kurz „Heimat, Wandlung, Sendung“.
Die Schönstattkapellchen sind spirituelle und soziale Zentren der Bewegung und stellen durch die bauliche Anlehnung an das Urheiligtum einen konkreten visuellen Bezug zum Ursprungsort in Schönstatt als primäre Gnadenstätte her. In kleinerem Rahmen erfüllt diese Funktion auch das Hausheiligtum.
In stilisierter Form ziert ein Schönstattkapellchen auch Emblem und Fahnen der Schönstattbewegung.

## Architektur
Sämtliche Schönstattkapellen sind in ihrer Bauform an das Urheiligtum angelehnt, jedoch bisweilen mit deutlichen Abweichungen versehen.
Die Kapelle besteht aus einem einzigen, ebenerdigen Raum. Am rechteckigen Grundriss ist an der Schmalseite eine gestreckte sechseckige Apsis abgesetzt. Im Inneren befindet sich der leicht erhöhte Chor komplett in der Apsis und wird mit einem Segmentbogen sowie einem hölzernen Lettner abgegrenzt. Auf der gegenüberliegenden Seite befindet sich ein Rundbogenportal. An den Längsseiten des Hauptbaukörpers und der Apsis ist mittig jeweils ein vergittertes Bleiglasfenster in einer Rundbogennische eingelassen und mit verschiedenen Motiven gestaltet.
Die Fassade ist rundum weiß verputzt, das spitze Satteldach mit schwarzem Dachschiefer gedeckt. Zur Apsis hin abgesetzt läuft es dort in einem Kegelausschnitt zusammen. Oberhalb des Portals steht etwas zurückgesetzt ein offener Dachreiter mit geschwungener Haube. Im Dachreiter hängt eine freischwingende Glocke, die durch einen Seilzug vom Inneren des Portals bedient werden kann.

## Innenausstattung

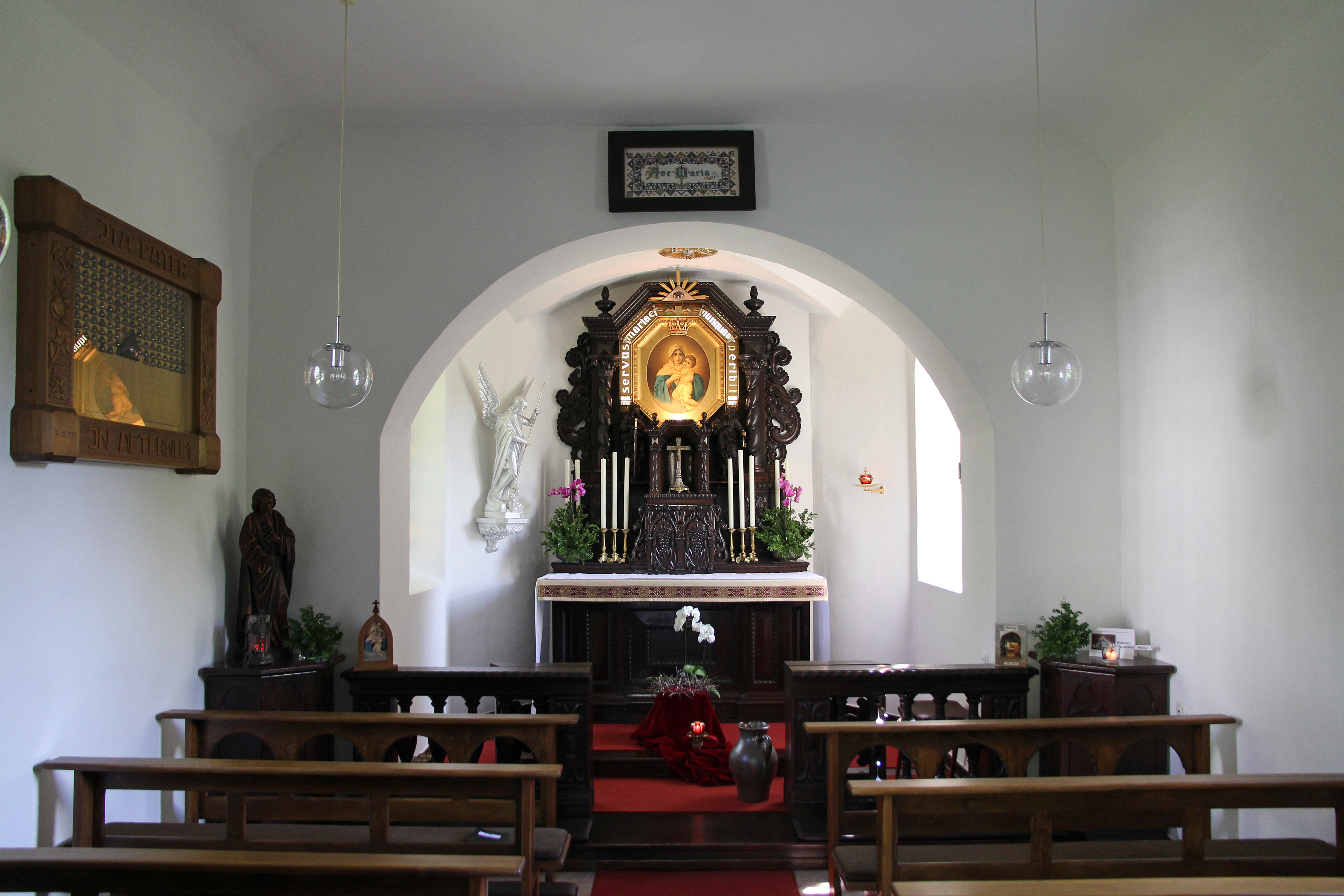
Typische Innenausstattung der Kapelle am Weidtmanschen Schlösschen in Koblenz

Der hölzerne Hochaltar steht in der Mitte der Apsis. Aus dem Altarretabel ragt mittig der Tabernakel hervor, dessen beide Türflügel mit Reliefschnitzereien versehen sind und von Voluten umrahmt werden. Darauf sitzt eine Nische auf, die seitlich von spiralförmigen Säulen flankiert und oben und unten von Kugelfriesen begrenzt. Üblicherweise befindet sich darin das Altarkreuz, das meist als Kreuz der Einheit gestaltet ist, zur eucharistischen Anbetung kann auch die Monstranz aufgenommen werden. Links und rechts wird der Tabernakelaufbau von Statuen der Heiligen Paulus und Petrus flankiert, die auf Auskragungen des Retabels platziert sind. Die Figuren sind als Holzschnitzereien aus demselben Holz (oft dunkler Nussbaum oder Kastanie) geschnitzt und tragen aus Metall gefertigtes Schwert und Schlüssel als ikonografische Attribute.
Oberhalb des Tabernakelaufbaus ist als typisches Altarbild die Darstellung Zuflucht der Sünder mit Maria und Jesuskind von Luigi Crosio, die als MTA-Bild (Mater Ter Admirabilis) bekannt ist. Das Bild ist von einem gestreckten achteckigen Fries umgeben. Darum ist in einem mit Edelsteinen besetzen Lichtrahmen die Inschrift servus mariae nunquam peribit („Ein Diener Mariens wird niemals zu Grunde gehen“) angebracht.
Das gesamte Retabel wird von geschwungenen Säulen mit korinthischen Kapitellen sowie ausrankenden Voluten umrahmt.
An der linken Schrägwand der Apsis ist eine Statue des Erzengels Michael angebracht, dem die ursprüngliche Friedhofskapelle gewidmet war.
Zur weiteren üblichen Ausstattung gehören das Auge der Vorsehung, eine Heilig-Geist-Taube, Eckschränkchen mit Josefsstatue, Kerzenständer und ein Krug für Gebetsanliegen.
Zu beiden Seiten des Mittelgangs stehen je nach Ausstattungsvariante meist drei oder vier Kirchenbänke.

## Urheiligtum

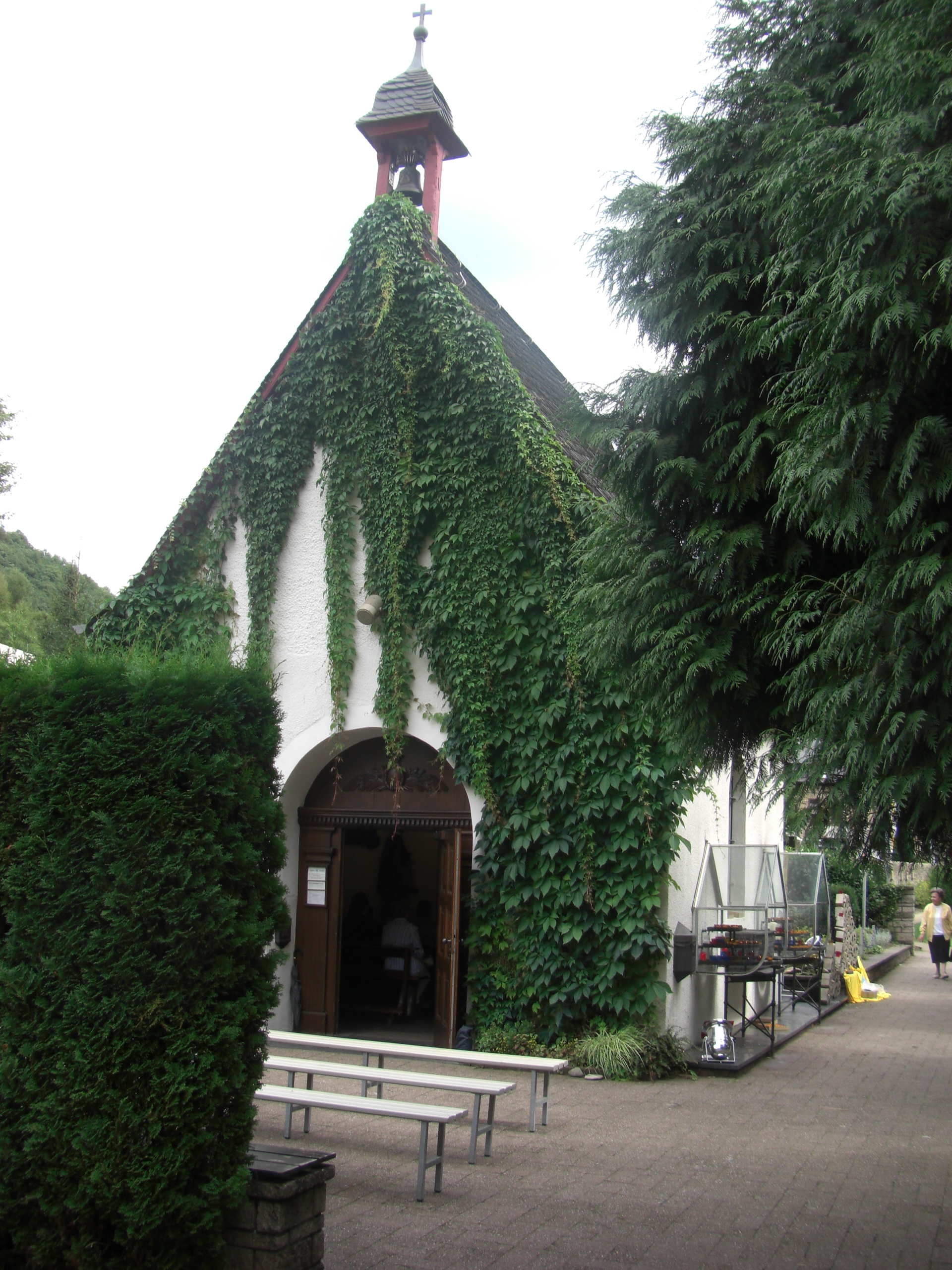
Urheiligtum in Schönstatt

In der alten Friedhofskapelle auf dem Gelände der Pallottinerniederlassung in Schönstatt schloss Pater Josef Kentenich 1914 mit einigen Mitbrüdern das Liebesbündnis und gründete somit die Schönstatt-Bewegung. Die mittelalterliche Kapelle bekam daraufhin als Urheiligtum eine neue Bedeutung als geistiger und symbolischer Mittelpunkt der Bewegung.
Seit 1947 ist es ein anerkannter Wallfahrtsort der katholischen Kirche und wird jährlich von zehntausenden Wallfahrern aus der ganzen Welt besucht.

### Lage
Das Urheiligtum befindet sich im Tal von Schönstatt südlich des Hillscheider Bachs und eingerahmt von den monumentalen, erhöht stehenden Bauten des Bundesheims und der Vinzenz Pallotti University. Die Kapelle ist geostet, hinter der Apsis sind in den Heldengräbern fünf Schönstätter beigesetzt, die im Ersten und Zweiten Weltkrieg gefallen sind. Gegenüber dem Eingang liegt das Alte Haus genannte ehemalige Schülerheim, in dem unter anderem die Sakristei untergebracht ist. Dahinter befinden sich die Palottikirche, das Haus Wasserburg sowie ein Glockenturm als letzter Überrest des mittelalterlichen Augustinerinnenklosters. Die Kapelle steht in der nordwestlichen Ecke des von einer Sandsteinmauer umgebenen Pilgerplatzes. An dessen Nordseite verläuft die Palottistraße an der Kapelle vorbei, am östlichen Ende befindet sich die Zufahrt zur Hochschule, ein Großparkplatz für Pilger und mit der Pilgerzentrale und dem Pilgerheim zwei weitere Anlaufpunkte für Pilger des Marienwallfahrtsortes.

### Geschichte
Die dem Erzengel Michael geweihte Friedhofskapelle des am 4. Oktober 1143 gegründeten Augustinerinnenklosters Schönstatt wurde am 28. September 1319 erstmals erwähnt. Die ältesten Fundamente reichen jedoch ins 12. Jahrhundert zurück. In der Kapelle beteten die Nonnen das Stundengebet in Fürbitte für die Bestatteten, der Friedhof war eine Einnahmequelle für das Kloster. Am 18. September 1319 erhielt die Kapelle drei Weinberge, deren Ertrag für die Finanzierung des Klosters und der täglichen Messfeier verwendet wurde.
Nachdem das Kloster 1567 geschlossen wurde wechselten mehrmals die Besitzer und große Teile der Klosteranlage wurden im Dreißigjährigen Krieg zerstört, darunter auch die Friedhofskapelle, die aber 1681 wieder aufgebaut wurde. Ab 1812 wurde die Kapelle als Lagerraum zweckentfremdet, bis das Gelände 1890 in den Besitz der Familie Dorsemagen kam, die das Gebäude mit einer Statue der Madonna von Lourdes ausstattete und als Gebetsraum nutzte. 1901 siedelten sich die Pallottiner in Vallendar an, und das Kapellchen wurde ab dem 5. Juli wieder für Messfeiern genutzt. Im Herbst wurde der Altar in die Hauskapelle des Schülerheims gebracht und am 2. April 1902 durch einen neuen, primitiven Altar mit einer Pietà ersetzt. Im September 1903 wurde die Kapelle mit elektrischem Licht ausgestattet. Nachdem 1912 das neue Studienheim der Pallottiner auf den Berg verlegt worden war, wurde die Kapelle nur noch als Abstellraum für Gartengeräte benutzt und sogar ein Abriss von Schülerheim und Kapelle erwogen. Im Sommer 1914 erbat Pater Kentenich, die Michaelskapelle als Versammlungsraum für seine neu gegründete Marianische Kongregation nutzen zu dürfen. Daraufhin wurde es entsprechend hergerichtet und erhielt neben einer neuen Tür und einer Michaelsstatue auch einen Kamin. Am 18. Oktober fand dann die erste Versammlung mit circa 54 Sodalen und Kandidaten in der ehemaligen Friedhofskapelle statt, die später als Gründungsurkunde der Schönstattbewegung bezeichnet wird. Am 4. November wurde das Allerheiligste in den Tabernakel gebracht und am 8. November fand die zweite Versammlung statt. Am 8. Dezember legten im Kapellchen 17 neue Mitglieder ihre Weihe ab und mit 22 jüngeren Schülern wurde die Congregatio Minor („kleine Kongregation“) gegründet.

„Wie für unseren zweiten Patron, den hl. Aloysius, die Muttergotteskapelle in Florenz, so möge für uns unser Kongregationskapellchen die Wiege der Heiligkeit werden. Heute weiß ich, daß das kühne Wort im Himmel Widerhall gefunden hat. Es scheint unserer Herrin und Mutter in vielen Fällen Maßstab und Norm gewesen zu sein für Ausspendung der Gnaden.“

Am Karfreitag 1915 wurde der Kongregation eine Kopie des Marienbilds Zuflucht der Sünder geschenkt und in der Kapelle über dem Altar aufgehängt; die dort zuvor stehende Michaelsstatue zog auf ein Podest an der linken Wand. Am 26. Juni schrieb Kentenich, dass das Marienbild nach längerer Suche nach einem Titel nun als Mater ter admirabilis („Dreimal wunderbare Mutter“) verehrt wird. Im Juni stiftete der Sodale Konder eine Herz-Jesu-Statue, die auf dem linken Eckschränkchen aufgestellt wurde, zum Jahreswechsel wurde ein Steinfußboden verlegt. Das älteste Foto von der Innenausstattung wurde am 23. März 1917 aufgenommen. In der ersten Jahreshälfte 1918 wurden die Herz-Jesu-Statue durch eine Statue des heiligen Aloisius von Gonzaga, des zweiten Patrons der Kongregation, und die Herz-Mariä-Statue durch eine Statue des heiligen Johannes Berchmans ersetzt. Zur Feier des Wiedersehens nach dem Ersten Weltkrieg sowie des fünfjährigen Bestehens der Kongregation erhielt das MTA-Bild am 27. April 1918 (Weißer Sonntag) einen von Fritz Esser gebauten, elektrisch beleuchteten Lichtrahmen. An der rechten Seitenwand wurde eine Gedenktafel mit 109 Namen angebracht, im Juli folgte an der linken Wand ein Schrein mit Eisernen Kreuzen.
Nachdem die Mitgliedszahlen der Kongregation gewachsen und der Apostolische Bund gegründet worden war, übergab der Provinzial P. Kolb am 28. Oktober 1919 das Alte Haus mit Kapelle in die Verantwortung des Apostolischen Bunds. Bald darauf erhielt die Kapelle eine kleine Innenrenovierung sowie einen weißen Anstrich. P. Kolb erhielt nach Ende seiner Amtszeit als Provinzial am 23. Dezember 1919 von Kentenich die Verantwortung für die Kapelle, zwei Tage darauf wurde die erste heilige Messe nach der Renovation gefeiert. Von 1922 bis 1926 sorgten Pallottinerinnen das Heiligtum, die zuvor während des Krieges im Lazarett gearbeitet hatten, das im Studienheim untergebracht war. 1923 wurden die kleinen Holzbänke durch größere ausgetauscht und im Herbst beschloss die Führertagung des Apostolischen Bundes, die Kapelle zu vergrößern, stellte die Durchführung jedoch aufgrund des Neubaus des Bundesheims zurück. Im folgenden Jahr erfolgte eine umfangreiche Renovation, bei der der Fußboden 50 cm angehoben und mit Tannenholz ausgestattet wurde; an den Wänden wurde eine 5 cm dicke Mauer zur Feuchtigkeitsisolation angebracht.
Die Schönstätter Marienschwestern wurden 1926 gegründet und übernahmen daraufhin die Betreuung der Kapelle. Am 19. März 1927 (Josefstag) wurde eine Josefs-Statue auf das linke Eckschränkchen gestellt, die Aloysius-Statue kam nach rechts und die Figur des heiligen Johannes Berchmans verschwand aus der Kapelle.
Nach zwei Einbrüchen im Juli und Oktober 1928 wurde das Allerheiligste nachts ins Alte Haus übertragen. Am 24. Dezember 1929 begann eine dauernde Aussetzung des Allerheiligsten in der Kapelle und nachts in der Hauskapelle des Alten Hauses. 1932 erhielt die Kapelle einen neuen Parkett-Fußboden und 1933 wurde die Josefs-Statue durch eine neue ersetzt. 1934 wurden die Kreuzwegbilder aus dem Heiligtum entfernt und stattdessen ein Kreuzweg an der Umfassungsmauer des Pilgerplatzes eingerichtet. Im März/April wurde ein neuer Altar und eine neue Kommunionbank eingebaut. Am 9. April erfolgte die Weihe auf das Patrozinium der Mutterschaft Mariens durch Provinzial P. Baumann. Das Patronatsfest wurde auf den 11. Oktober gelegt, sodass eine feierliche Oktav bis zum 18. Oktober als Gründungstag der Schönstattbewegung gefeiert werden kann. In der Nacht vom 21. auf den 22. August wurden die sterblichen Überreste von Max Brunner und Hans Wormer hinter dem Heiligtum beigesetzt. Während der neue Alter zunächst mit zwei Anbetungsengeln besetzt war, wurden diese am 12. November 1935 durch die Apostelfiguren Petrus und Paulus ersetzt sowie die Holzkrone des MTA-Bildes vergoldet und die dreimal wunderbare Mutter als Königin der Apostel ausgerufen. Am 15. Dezember wurden die Heldengräber hinter der Kapelle neu gestaltet und ein Englingstein aufgestellt, der am 31. Oktober 1938 eine Gedenktafel aus Marmor erhielt. Aus Anlass des 25-jährigen Bestehens der Schönstattbewegung schenkte Pater Kentenich am 10. Dezember 1939 der dreimal wunderbaren Mutter im Namen der Marienschwestern und der ganzen Bewegung eine Krone aus Gold.
Am 18. Oktober 1942 wurde der erste originalgetreue Nachbau in Nueva Helvecia in Uruguay eingeweiht. Am 4. Oktober 1946 wurde die Heilig-Geist-Taube angebracht. Am 17. Oktober wurden die Urnen von Albert Eise und Franz Reinisch bei den Heldengräbern beigesetzt und die ersten Glocken der Anbetungskirche geweiht. Papst Pius XII. gewährte dem Heiligtum am 9. April 1947 bestimmte Ablässe. Am 20. Mai wurde ein neuer Lichtrahmen aus Edelmetall und Edelsteinen, ein Krönungsgeschenk der Frauen von Schönstatt, am Altar angebracht und am 18. Oktober das Inscriptio-Kreuz aufgestellt. Die Frauenliga stiftete am 31. Mai 1948 einen neuen Tabernakel, dessen Inneres ein Jahr später mit fünf Silberplatten verkleidet wurde. Am 20. Oktober 1948 wurden die Heldengräber umgestaltet und ein neuer Englingstein aufgestellt. Das Krankenapostolat schenkte am 18. Oktober 1949 einen neuen Altarstein, das Flüchtlingswerk am 15. August 1950 ein neues Weihwasserbecken. Die Pallottiner-Patres ersetzten die Aloysius-Statue am 21. Januar 1951 durch eine Palottigruppe. Im Februar 1952 wurde eine elektrische Heizung mit Ölfüllung eingebaut, der überflüssige Kamin im März demontiert. Die Palloottiner-Patres ersetzten am 19. März 1953 (Josefstag) die alte Josefsstatue mit einer Darstellung des heiligen Josef als Schutzherr der Kirche. Am 1. November 1954 wurde eine Heiligtumsfahne in Rom aufgestellt. Der Frauenbund stiftete am 1. Dezember die Vergoldung des Bilderrahmens, die Krankenliga am 27. März 1961 eine neue Tür. Zum 50-jährigen Bestehen stifteten die Pallottiner am 18. Oktober 1964 eine neue Glocke. Nach seiner Rückkehr aus dem Exil feierte Pater Kentenich am 24. Dezember die Christmette in der Kapelle. Infolge des Konflikts mit den Pallottinern kam die Kapelle am 1. Juli 1967 wieder in die Verantwortung der Pallottiner, nachdem die Marienschwestern seit 1926 darum gesorgt hatten. Das Dach der Kapelle wurde vom 5. November bis 23. Dezember 2001 komplett erneuert. Die Provinzversammlung der Pallottiner beschloss am 22. Mai 2013, anlässlich ihres 100-jährigen Jubiläums die Kapelle sowie den angrenzenden Pilgerplatz der Schönstattbewegung zu schenken.

## Verbreitung
Der erste Nachbau entstand 1943 in Nueva Helvecia in Uruguay. Es gibt weltweit 200 Kapellchen, von denen 56 in Deutschland, 29 im restlichen Europa und 76 in Südamerika stehen. Viele Kapellchen sind Bestandteil regionaler Schönstattzentren mit weiteren Einrichtungen wie Bildungs- und Tagungshäusern sowie Niederlassungen der Schönstatt-Gemeinschaften. Am Ursprungsort in Schönstatt befinden sich in enger Nachbarschaft inklusive Urheiligtum insgesamt 14 Kapellchen, die zu verschiedenen Häusern der Gliederungen des Schönstattbewegung gehören.
| Land                    | Anzahl |
| ----------------------- | ------ |
| Deutschland             | 56     |
| Brasilien               | 22     |
| Chile                   | 21     |
| Argentinien             | 19     |
| Vereinigte Staaten      | 9      |
| Schweiz                 | 7      |
| Polen                   | 6      |
| Südafrika               | 5      |
| Indien                  | 5      |
| Ecuador                 | 4      |
| Puerto Rico             | 4      |
| Portugal                | 4      |
| Mexiko                  | 4      |
| Australien              | 3      |
| Spanien                 | 3      |
| Paraguay                | 3      |
| Burundi                 | 2      |
| Dominikanische Republik | 2      |
| Vereinigtes Königreich  | 2      |
| Kolumbien               | 2      |
| Italien                 | 2      |
| Peru                    | 2      |
| Kroatien                | 2      |
| Uruguay                 | 1      |
| Tansania                | 1      |
| Frankreich              | 1      |
| Österreich              | 1      |
| Bolivien                | 1      |
| Tschechien              | 1      |
| Philippinen             | 1      |
| Nigeria                 | 1      |
| Ungarn                  | 1      |

| Kontinent      | Anzahl |
| -------------- | ------ |
| Europa         | 86     |
| Südamerika     | 75     |
| Nordamerika    | 13     |
| Afrika         | 9      |
| Zentralamerika | 6      |
| Asien          | 5      |
| Ozeanien       | 4      |

## Bilder

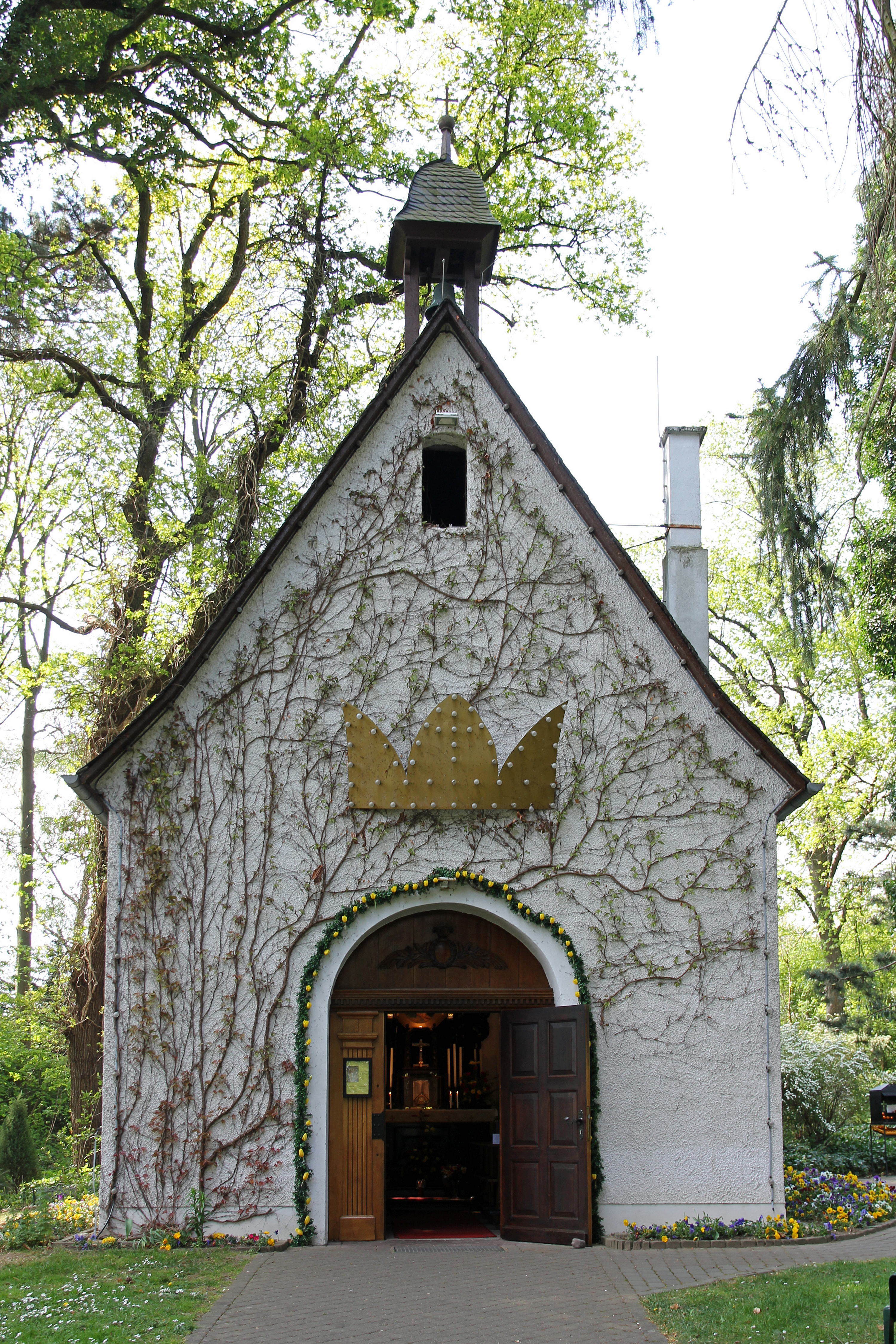
Schönstattheiligtum im Garten des ehemaligen Weidtmanschen Schlösschens in Koblenz
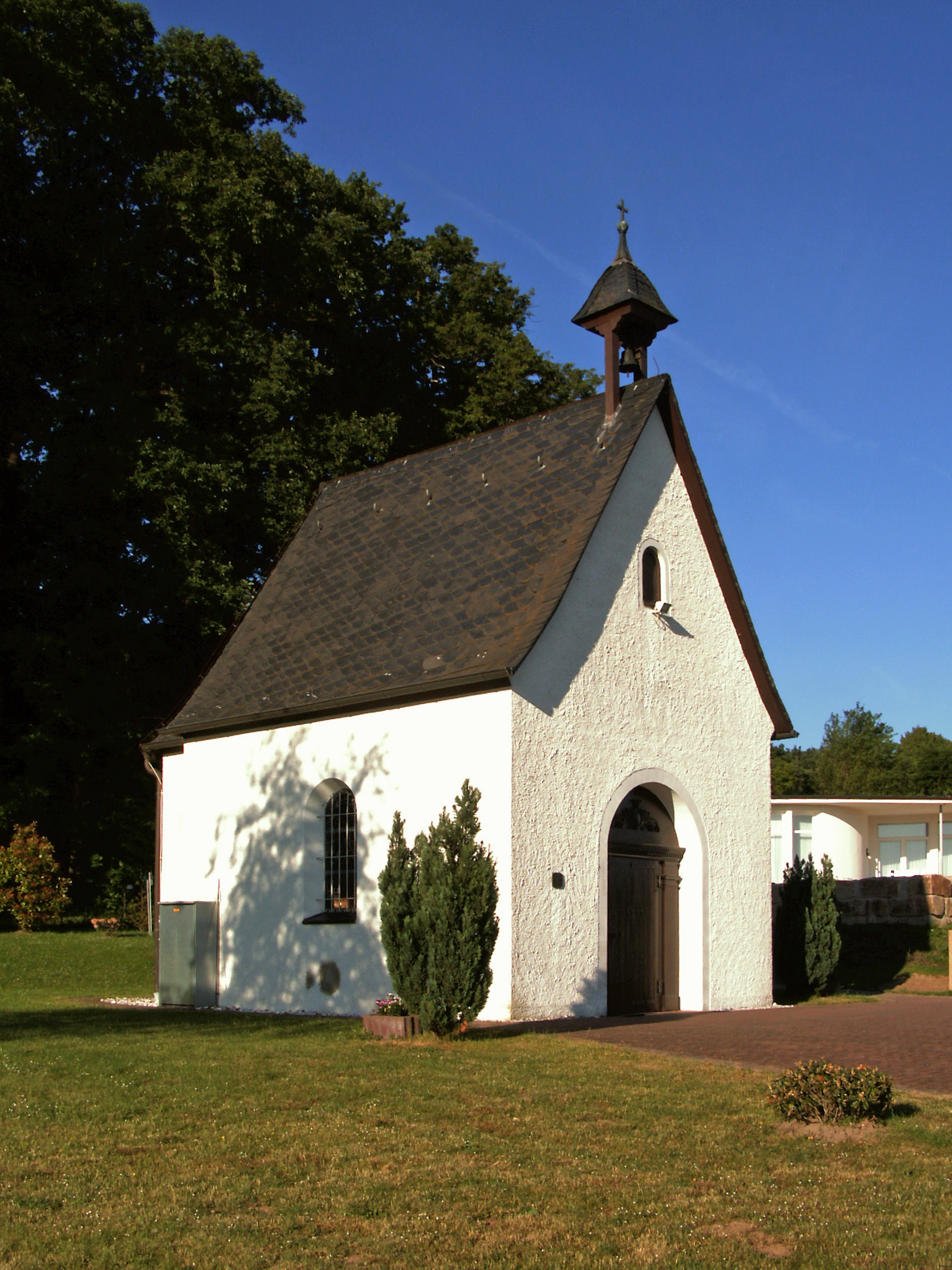
Schönstattheiligtum der Diözese Hildesheim in Bad Salzdetfurth
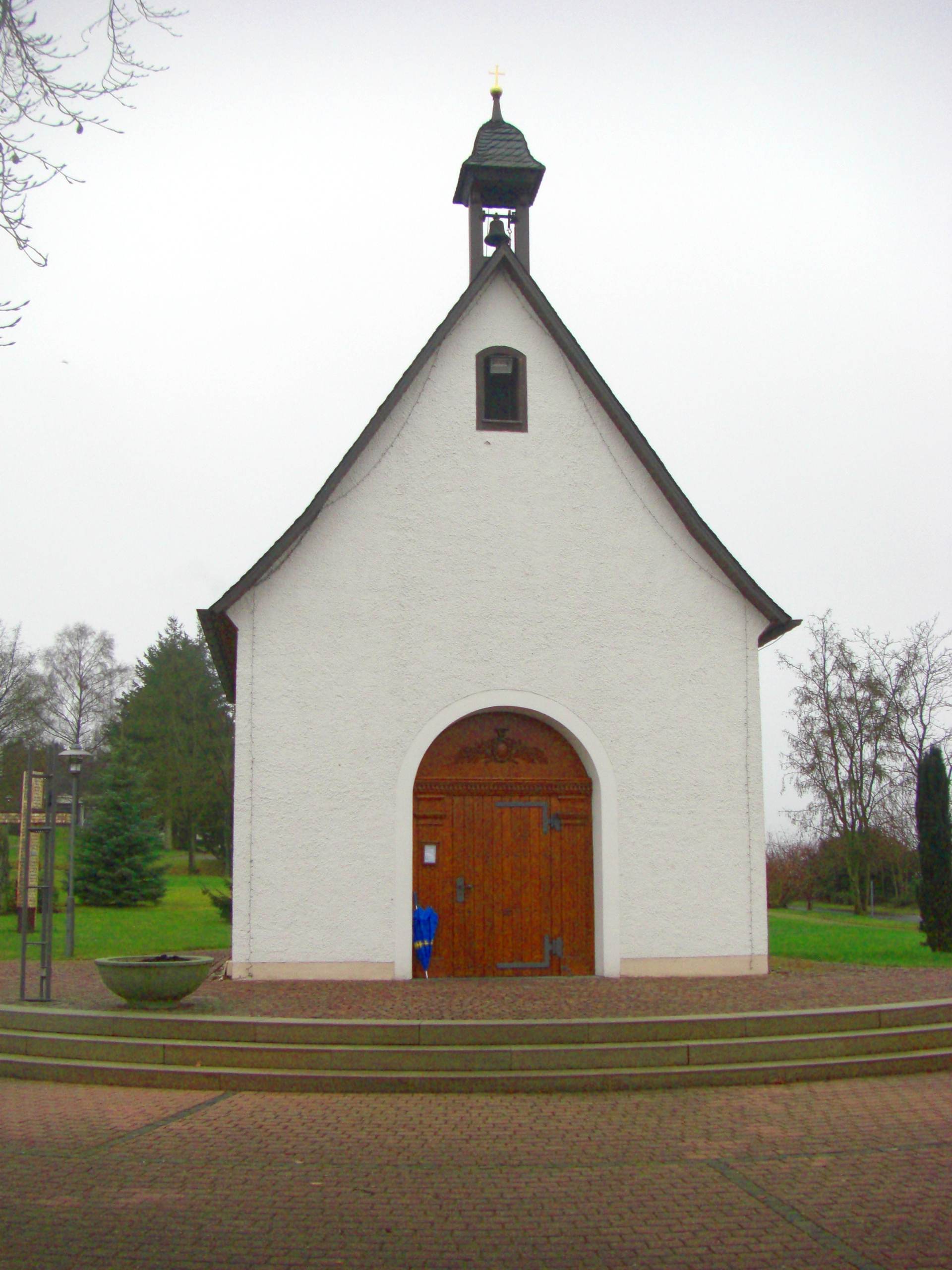
Schönstattheiligtum der Diözese Fulda in Künzell-Dietershausen
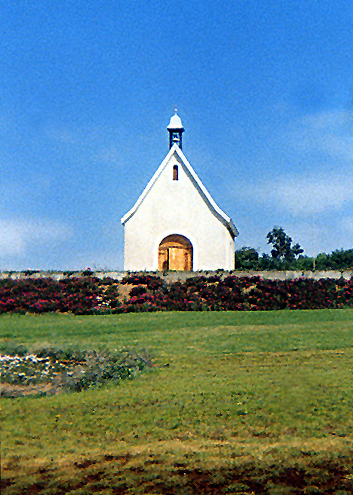
Schönstattheiligtum in La Serena (Chile)
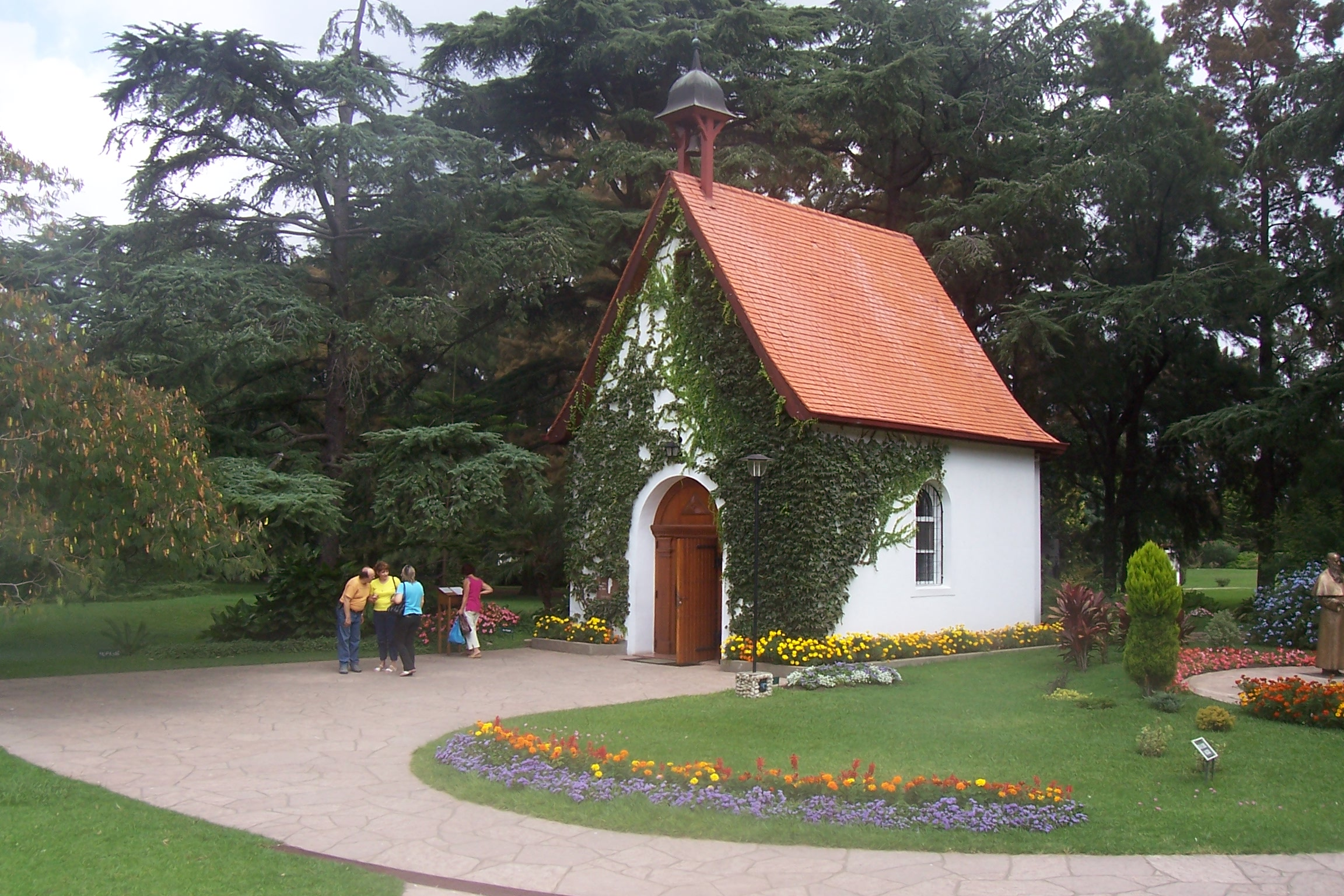
Schönstattheiligtum in Florencio Varela (Argentinien)